# Automatic activation device

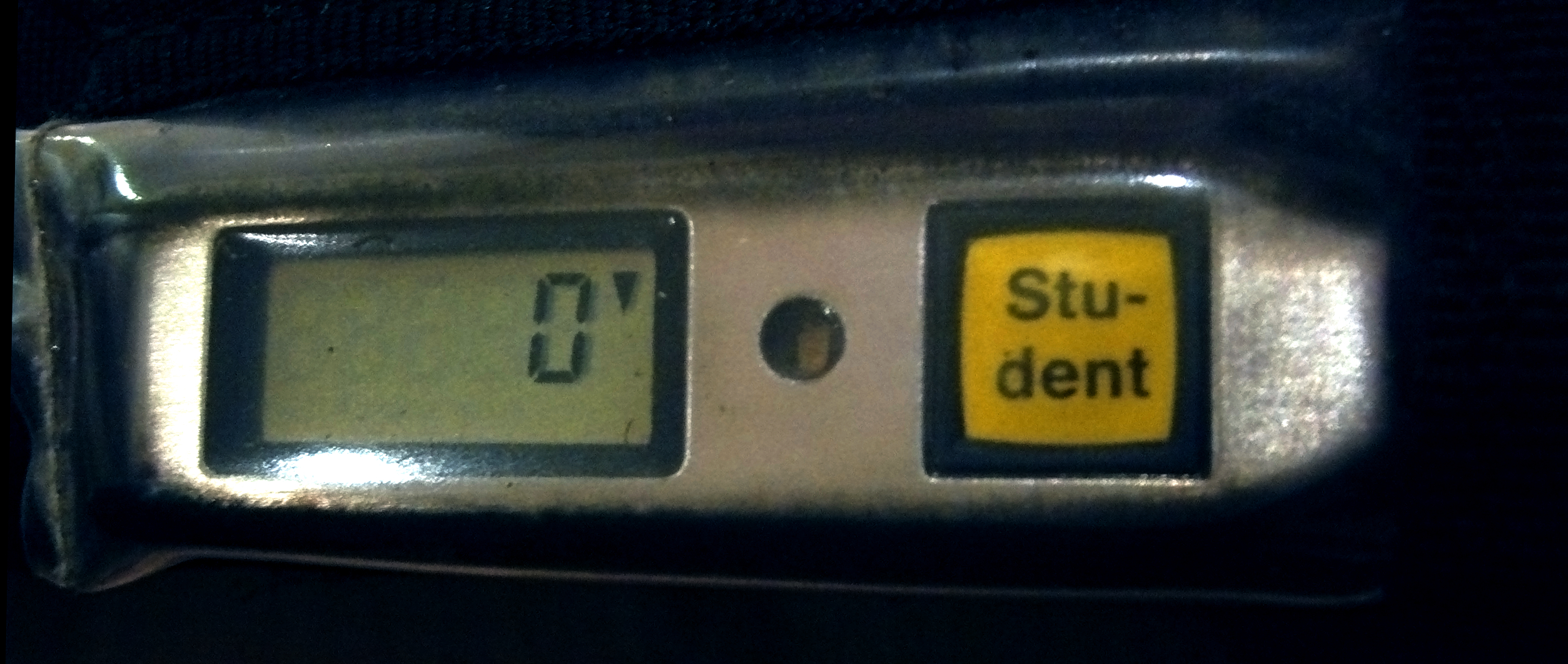
Cypres II

Automatic activation device (AAD) je přístroj sloužící v případě selhání hlavního padáku k automatickému otevření záložního padáku bez zásahu parašutisty. Přístroj v průběhu celého seskoku provádí měření výšky nad terénem a vertikální rychlosti a pokud vyhodnotí, že ve výšce, kde má člověk bezpečně viset na otevřeném padáku, padá větší rychlostí než má, tak automaticky otevře záložní padák.
Druhy přístrojů se liší, jak podle použití, tak podle výrobce, nejznámější jsou německý cypres, belgický vigil,český MPAAD a nejnovější Argus, taktéž belgický.